# James Pierce
Pour les articles homonymes, voir Pierce.
James Hubert Pierce (Freedom, Indiana, 8 août 1900 - Apple Valley, Californie, 11 décembre 1983) est le quatrième acteur à avoir interprété Tarzan au cinéma. Il a la particularité d'avoir épousé la fille d'Edgar Rice Burroughs et devint ainsi le gendre du créateur du personnage qu'il interpréta à l'écran.

## Filmographie
- 1927 : Tarzan and the Golden Lion de J. P. McGowan : Tarzan
- 1928 : Tu ne tueras pas ! (Ladies of the Mob) de William A. Wellman
- 1932 : Plumes de cheval (Horse Feathers) de Norman Z. McLeod : Mullin
- 1936 : Flash Gordon de Frederick Stephani et Ray Taylor : Prince Thun
- 1937 : Vol de zozos (High Flyers) d'Edward F. Cline
- 1938 : Menaces sur la ville (Racket Busters) de Lloyd Bacon : l'acolyte de Martin (non crédité)
- 1939 : Zorro et ses légionnaires (Zorro's Fighting Legion) de William Witney et John English : Moreno
- 1940 : Michael Shayne, Private Detective d'Eugene Forde
- 1947 : La Brune de mes rêves (My Favorite Brunette) d'Elliott Nugent : un inspecteur de police
- 1950 : The Killer That Stalked New York d’Earl McEvoy